# Hexagrammos otakii
Hexagrammos otakii is een straalvinnige vissensoort uit de familie van groenlingen (Hexagrammidae). De wetenschappelijke naam van de soort is voor het eerst geldig gepubliceerd in 1895 door Jordan & Starks.